# Pierre Merlin (1914-2007)
Pour les articles homonymes, voir Pierre Merlin et Merlin.
Pierre Merlin (Versailles, 14 octobre 1914 - Orléans, 2 septembre 2007) est un ingénieur et résistant français, ingénieur général des ponts et chaussées, chargé de l'aménagement de la presqu'île du Cap-Vert, reconnu Juste parmi les nations avec son épouse Odile.

## Ouvrages
- Ingénieur en Afrique 1938-1961, 2005